# Triángulo de la vida

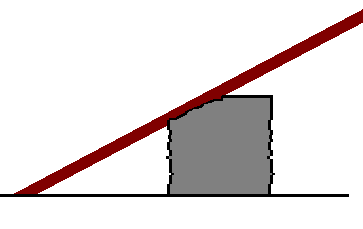
Un objeto (gris) es aplastado por una viga del techo (rojo). Según Copp, el espacio que queda a la izquierda del objeto es un triángulo de la vida.

El Triángulo de la Vida es una controvertida técnica para la supervivencia ante terremotos propuesta por Douglas Copp y asociados, quienes aseguran que el método de "agacharse, cubrirse y agarrarse" es peligroso y arriesgaría más vidas de las que salva. Numerosas instituciones tanto públicas como privadas, niegan la validez general que le atribuye Copp y sostienen que estos son de aplicabilidad limitada a casos específicos.

## Evidencia a favor de esta recomendación
Copp refiere haber realizado el experimento de un derrumbe controlado de un edificio en Turquía en el cual los maniquíes colocados debajo de muebles, serían aplastados en el 100% de los casos, y los maniquíes colocados previamente en los "triángulos de vida" resultarían 100% "a salvo". No obstante, el derrumbe no simuló el movimiento horizontal que provoca la onda sísmica, y que podría arrastrar objetos pesados o derribar muros sin soporte. Más aún, el "experimento" de Copp, habría sido no un experimento diseñado para poner a prueba su hipótesis, sino un ejercicio de rescate.
En el sitio web del grupo que dirige, afirma que en 2009 hasta 50,000 personas habrían fallecido por usar la técnica de "agacharse y cubrirse". Asimismo, señala a quienes critican su teoría como "burócratas", acusándoles de beneficiarse económicamente al oponerse a su llamado. Sin citar fuentes, asegura que "universalmente" el 98% de las personas que usan la técnica de "agacharse, cubrirse y sujetarse" fallecen.

## Advertencias en contra
Los supuestos de Copp han sido señalados por instituciones y académicos de dirigir la atención de la gente hacia el objetivo de ocupar "el mejor lugar posible" en caso de un terremoto. También de partir de supuestos que extrapolan los casos de colapso total de un edificio, alegando una validez universal de su técnica en todos los terremotos. Los supuestos de Copp son asimismo contradictorios, pues mientras parte de observar que si un edificio se colapsa, los muebles serán aplastados, al mismo tiempo asegura que echarse en posición fetal al lado de muebles como la cama o el sofá, o grandes y pesados como la nevera (refrigerador), garantiza a la persona un espacio vacío seguro (asumiendo que los muebles pesados no podrían caer sobre las personas debido a la sacudida horizontal de los edificios). Además, Copp prefiere hacer caso omiso de los informes de acuerdo a los cuales la mayoría de las personas son heridas por caída de objetos, y al tratar de buscar refugio junto a muebles o muros interiores (no estructurales).

## Aplicación limitada a casos específicos

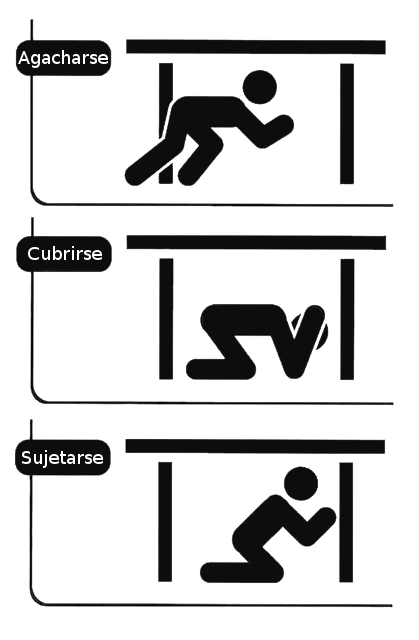
"Agacharse, cubrirse y sujetarse" es una de las medidas de autoprotección en caso de terremoto, más validadas por agencias de protección civil de varios países; entre otros: Puerto Rico, Chile, Ecuador, México, y Argentina.

Un estudio iraní, encontró que el "triángulo de la vida", podría ser una mejor estrategia que "agacharse y cubrirse" ante grandes terremotos, ante el colapso de edificios sin estructura sólida (por ejemplo, de ladrillos de adobe), en países en desarrollo como Irán, pero confirmó las dificultades en la enseñanza de la técnica ya señaladas previamente por críticos de Copp. Basándose en la sencillez de enseñar la técnica de "agacharse, cubrirse y sujetarse", y su validez en las 12.000 veces más de casos de gente afectada por terremotos menores, los investigadores concluyeron que esta última es mejor.
Es notable el consejo del Ministerio del Interior y Seguridad Pública de Chile: Si te encuentras en inmuebles de adobe o construcción informal, dirígete hasta una “zona de seguridad en el exterior”.
A raíz de los sismos que afectaron a México, el Centro Nacional de Prevención de Desastres niega que esto pueda aplicarse al tipo de construcciones del país y ofrece recomendaciones para ubicar en el caso de cada estructura los lugares seguros.